# NGC 1738
NGC 1738 je galaksija u zviježđu Zecu.

## Vanjske poveznice
- SEDS: NGC 1738